# Place Dauphine
A Place Dauphine é uma praça pública triangular localizada na parte oeste da Île de la Cité no 1.º arrondissement de Paris. Foi inicialmente construída por Henrique IV de França, em 1607, para seu filho,  o Delfim de França e futuro Luís XIII de França, que tinha nascido em 1601.
A partir da praça, é possível acessar a Pont Neuf, a ponte que conecta as margens esquerda e direita do Sena na Île de la Cité, através ada Rue Henri-Robert. No encontro da rua e da ponte, há mais duas praças públicas: a Place du Pont Neuf e o Jardin du Vert Galant.
Simone Signoret e Yves Montand moraram no nº 15 da praça.